# Langues finno-permiennes
Les langues finno-permiennes sont une subdivision hypothétique des langues ouraliennes qui regrouperait les langues fenniques, les langues sames, les langues mordves, le mari, les langues permiennes et d'autres langues éteintes. Au sein du groupe des langues finno-ougriennes, elles se seraient séparées au IIIe millénaire av. J.-C. des langues ougriennes et se seraient elles-mêmes divisées en langues permiennes et finno-volgaïques environ au IIe millénaire av. J.-C.
De façon générale, les langues ouraliennes se répartissent actuellement en sous-groupes bien caractérisés, mais les relations plus anciennes de ces sous-groupes sont peu claires et peu étudiées et rendent difficile de les rassembler en branches plus larges.